# Li Jingxi
Li Jingxi (1857–18 de setembro de 1925) foi um político na Dinastia Qing e na República da China. Ele foi o primeiro-ministro do Conselho de Estado de maio a julho de 1917. Durante a Dinastia Qing, ele foi o último vice-rei de Yun-Gui de 1909 a 1911.